# Іван Розбійник
Іван Розбійник — скеля в Чорному морі, що належить до гірського масиву Кара-Даг.
Скеля складена породою, що колись поступилася натиску магми, що дала їй вихід. З боку моря добре видно округлу розтріскану окам'янілу вм'ятину, заповнену лавою. Розмір цієї кам'яної пробки, що заткнула одну з жерловин вулкана — 14 метрів в діаметрі (!). Контрасти світла і тіні утворюють в її поглибленні барельєф, що нагадує жінку з дитиною на руках. Загальна висота скелі — близько 60 метрів.
За часів російський-турецьких воєн в бухті скелі ховалися козаки, які могли на своїх човнах причалювати до кам'янистого берега, не доступного для турецьких кораблів. Звідси вони штурмували недалеко розташовану Кафу.